# (6314) 1990 SQ16
(6314) 1990 SQ16 là một tiểu hành tinh vành đai chính. Nó được phát hiện bởi Henry E. Holt ở Đài thiên văn Palomar ở Quận San Diego, California, ngày 17 tháng 9 năm 1990.